# Myrmeciza exsul
Myrmeciza exsul là một loài chim trong họ Thamnophilidae.